# Gustav Schwantes

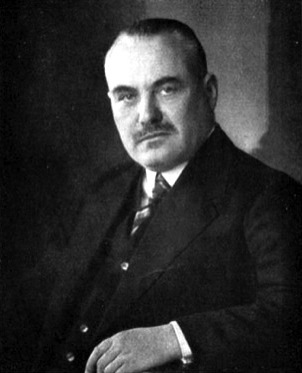
Gustav Schwantes (1936)

Martin Heinrich Gustav Schwantes (* 18. September 1881 in Bleckede; † 17. November 1960 in Hamburg-Wellingsbüttel) war ein deutscher Prähistoriker und Botaniker. Sein offizielles botanisches Autorenkürzel lautet „Schwantes“.

## Leben und Wirken
Der Vater von Gustav Schwantes war Altphilologe und betrieb eine Privatschule. Seine Mutter war aus Sasendorf gebürtig und dadurch wurde er mit der Gegend um Bad Bevensen und den vorzeitlichen Denkmalen in der Bünstorfer Heide vertraut. Durch den frühen Tod des Vaters zog er mit seiner Mutter und seinem Bruder Curt nach Hamburg, wo er das Lehrerseminar besuchte. In den Schulferien nahm er 1897 mit 16 Jahren während eines Besuchs bei seinem Onkel an Ausgrabungen von eisenzeitlichen Urnengräberfeldern bei Uelzen teil, darunter das Urnengräberfeld von Jastorf und ab 1904 das Urnengräberfeld von Nienbüttel. Mit 18 Jahren stand er in regem Briefkontakt mit der Direktorin des Museums für Altertumskunde in Kiel, Johanna Mestorf, die ihm 1901 in Unkenntnis seiner Lehrerausbildung die Stelle eines Kustos am Museum anbot, die er jedoch ablehnte. Durch seinen Kontakt mit Carl Schuchhardt veröffentlichte Schwantes erste Artikel über die Urnengräber der vorrömischen Eisenzeit und zu Fragen der Chronologie in der Prähistorischen Zeitschrift. Er war ein reiner Autodidakt in der Archäologie. Den Beruf des Lehrers übte Schwantes von 1903 bis 1923 aus und unterrichtete zuletzt in Hamburg.
Sein Studium der Völkerkunde, der Geologie und der Botanik an der Universität Hamburg schloss er 1923 mit einer Dissertation über die steinzeitliche Lyngby-Zivilisation ab. Er schrieb mehrere populärwissenschaftliche Bücher zur Vorgeschichte Norddeutschlands.
Als Botaniker beschäftigte er sich unter anderem mit der Steppenflora Südafrikas. Für das Werk Pareys Blumengärtnerei (1958) bearbeitete er die Pflanzenfamilie der Mittagsblumengewächse (Aizoaceae), von der er bereits ab den 1920er Jahren zusammen mit Hermann Jacobsen eine umfassende Sammlung im Botanischen Garten Kiel anlegte. Auch seine Mutter, Dorothea Schwantes (1849–?) war eine begeisterte Pflanzenliebhaberin. Nach ihr benannte Schwantes die Pflanzengattung Dorotheanthus aus der Familie der Mittagsblumengewächse (Aizoaceae).
1924 wurde er ständiger Mitarbeiter, ab 1926 Kustos am Hamburger Museum für Völkerkunde und Vorgeschichte. 1928 habilitierte er sich und wurde erster Dozent für Vorgeschichte an der Universität Hamburg. 1929 wurde er Direktor des Kieler Museums für Vaterländische Altertümer und habilitierte sich um an die Christian-Albrechts-Universität zu Kiel. 1931 wurde er außerplanmäßiger Professor in Kiel. Nach der „Machtergreifung“ der Nationalsozialisten wurde er 1933 Mitglied der Fachgruppe für deutsche Vorgeschichte im Kampfbund für deutsche Kultur und im NS-Lehrerbund. Nach der Aufnahmesperre trat er 1937 in die NSDAP ein. 1937 wurde er zudem Ordinarius auf dem neu geschaffenen Lehrstuhl für Ur- und Frühgeschichte in Kiel.
Er gilt als Begründer der Kieler Schule (Prähistorische Archäologie). In seinen naturwissenschaftlichen Studien im Bereich der Archäologie vertrat er einen interdisziplinären Ansatz, vor allem bei der Einbeziehung der Botanik und Anthropologie zur Rekonstruktion alter Lebenswelten. 1946 wurde er emeritiert, blieb aber weiterhin Leiter des Landesamtes für Vor- und Frühgeschichte. Er führte selbst die Grabungen des mittelsteinzeitlichen Fundplatzes im Duvenseer Moor durch. Nach diesem Fundplatz wurde die Duvensee-Gruppe benannt. Schwantes nahm die Grabungen in Haithabu wieder auf. Zu seinen Schülern gehörten unter anderem Herbert Jankuhn, dem er 1931 die Grabungsleitung in Haithabu übertrug, und Alfred Rust.
Schwantes war verheiratet mit Astrid Elise Schwantes geborene Wilberg (1887–1960). Kurt Dinter benannte nach ihr die Gattung Astridia aus der Familie der Mittagsblumengewächse (Aizoaceae). Das Ehepaar hatte eine Tochter. Schwantes Ehefrau und seine Tochter verstarben wenige Monate nach ihm.
Seit 1910 war Schwantes Mitglied des Reichsbundes für Deutsche Vorgeschichte, seit 1930 korrespondierendes, seit 1934 ordentliches Mitglied des Deutschen Archäologischen Instituts. Im Jahr 1939 wurde er zum Mitglied der Leopoldina gewählt.

Nahaufnahme der nach Schwantes benannten Schwantesia triebneri

## Ehrungen
Nach ihm ist die Pflanzengattung Schwantesia Dint. aus der Familie der Mittagsblumengewächse (Aizoaceae) benannt. Ferner sind mehrere Pflanzenarten nach ihm benannt worden.

## Schriften (Auswahl)
- Aus Deutschlands Urzeit. Quelle & Meyer, Leipzig 1908 (Digitalisat).
- Die Gräber der ältesten Eisenzeit im östlichen Hannover. In: Prähistorische Zeitschrift. Band 1, 1909, S. 140–162.
- Die Bedeutung der Lyngby-Zivilisation für die Gliederung der Steinzeit. Hamburg 1923.
- Führer durch Haithabu. 1932.
- Über das Verhältnis vorgeschichtlicher Heimatsammlungen zum Museum vorgeschichtlicher Altertümer in Kiel. In: Die Heimat. Monatsschrift des Vereins zur Pflege der Natur- und Landeskunde in Nordelbingen. Bd. 43 (1933), Nr. 7, Juli 1933, S. 161–168 (Digitalisat).
- Zur Geschichte der nordischen Zivilisation. Evert, Hamburg 1938.
- Die Geschichte Schleswig-Holsteins. 1: Vorgeschichte Schleswig-Holsteins 1939.
- Der Einfluß der Vorgeschichte auf das Geschichtsbild unserer Zeit. Rede gehalten auf der ersten Jahrestagung der wissenschaftlichen Akademien des NSD.-Dozentenbundes in München am 9. Juni 1939. In: Kieler Blätter. Bd. 2 (1939), Heft 3, S. 131–145.
- Die Jastorf-Zivilisation. In: Die Heimat. Monatsschrift des Vereins zur Pflege der Natur- und Landeskunde in Schleswig-Holstein. Bd. 57 (1950), Nr. 1, Januar 1950, S. 4–8 (Digitalisat).
- Die Früchte der Mesembryanthemaceen. 1952.
- The Cultivation of the Mesembryanthemaceae. 1953.
- Flowering Stones and Mid-Day Flowers. 1957.
- Geschichte Schleswig-Holsteins. Die Urgeschichte. Band 1, Teil 1. Neumünster 1958.